# Gallacea scleroderma
Gallacea scleroderma är en svampart som först beskrevs av Mordecai Cubitt Cooke, och fick sitt nu gällande namn av Lloyd 1905. Gallacea scleroderma ingår i släktet Gallacea och familjen Gallaceaceae.   Inga underarter finns listade i Catalogue of Life.